# National Women’s Hall of Fame

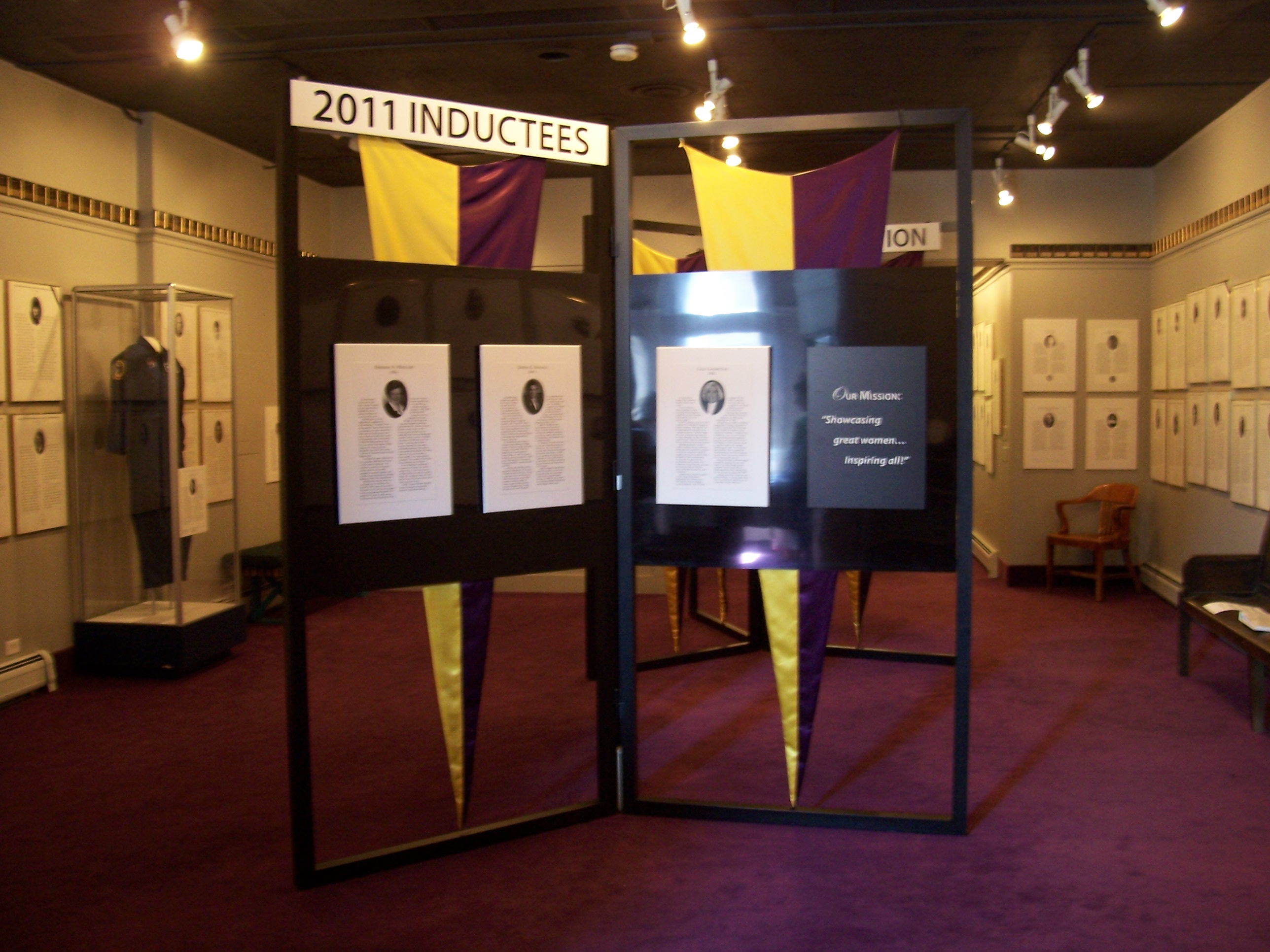
Innenansicht des Museums

Die National Women’s Hall of Fame ist eine US-amerikanische gemeinnützige Mitgliederorganisation, die die Leistungen von amerikanischen Frauen würdigt. Sie wurde 1969 in Seneca Falls (New York) gegründet. An diesem Ort fand 1848 die erste Women’s Rights Convention statt, auf der die Declaration of Sentiments veröffentlicht wurde. Unter den Teilnehmerinnen der Versammlung waren damals Elizabeth Cady Stanton und Lucretia Mott. 1923 setzte sich Alice Paul dort für die Durchsetzung des Equal Rights Amendment ein.
Im 1979 eröffneten Museum der Institution gibt es Ausstellungen zu den dort geehrten Frauen und andere zum Themenbereich passende Veranstaltungen.
Alle zwei Jahre werden in einem mehrstufigen Verfahren Frauen ausgewählt, die neu in die Hall of Fame aufgenommen werden.
| Preisträgerinnen: 1973 • 1976 • 1979 • 1981 • 1982 • 1983 • 1984 • 1986 • 1988 • 1990 • 1991 • 1993 • 1994 • 1995 • 1996 • 1998 • 2000 • 2001 • 2002 • 2003 • 2005 • 2007 • 2009 • 2011 • 2013 • 2015 • 2017 • 2019 • 2020 • 2021 • 2024 • Weblinks • Einzelnachweise |

## Preisträgerinnen

### 1973
- Jane Addams
- Marian Anderson
- Susan B. Anthony
- Clara Barton
- Mary McLeod Bethune
- Elizabeth Blackwell
- Pearl S. Buck
- Rachel Carson
- Mary Cassatt
- Emily Dickinson
- Amelia Earhart
- Alice Hamilton
- Helen Hayes
- Helen Keller
- Eleanor Roosevelt
- Florence Sabin
- Margaret Chase Smith
- Elizabeth Cady Stanton
- Helen Brooke Taussig
- Harriet Tubman

### 1976
- Abigail Adams
- Margaret Mead
- Mildred Didrikson Zaharias

### 1979
- Dorothea Dix
- Juliette Gordon Low
- Alice Paul
- Elisabeth Anna Bayley Seton

### 1981
- Margaret Sanger
- Sojourner Truth

### 1982
- Carrie Chapman Catt
- Frances Perkins

### 1983
- Belva Lockwood
- Lucretia Mott

### 1984
- Mary “Mother” Harris Jones
- Bessie Smith

### 1986
- Barbara McClintock
- Lucy Stone
- Harriet Beecher Stowe

### 1988
- Gwendolyn Brooks
- Willa Cather
- Sally Ride
- Ida B. Wells-Barnett

### 1990
- Margaret Bourke-White
- Barbara Jordan
- Billie Jean King
- Florence B. Seibert

### 1991
- Gertrude Belle Elion

### 1993
- Ethel Percy Andrus
- Antoinette Blackwell
- Emily Blackwell
- Shirley Chisholm
- Jacqueline Cochran
- Ruth Colvin
- Marian Wright Edelman
- Alice Evans
- Betty Friedan
- Ella Grasso
- Martha Wright Griffiths
- Fannie Lou Hamer
- Dorothy Height
- Dolores Huerta
- Mary Jacobi
- Mae Jemison
- Mary Lyon
- Mary Mahoney
- Wilma Mankiller
- Constance Baker Motley
- Georgia O’Keeffe
- Annie Oakley
- Rosa Parks
- Esther Peterson
- Jeannette Rankin
- Ellen Swallow Richards
- Elaine Roulet
- Katherine Siva Saubel
- Gloria Steinem
- Helen Stephens
- Lillian Wald
- Madam C. J. Walker
- Faye Wattleton
- Rosalyn S. Yalow
- Gloria Yerkovich

### 1994
- Bella Abzug
- Ella Baker
- Myra Bradwell
- Annie Jump Cannon
- Jane Cunningham Croly
- Catherine East
- Geraldine Ferraro
- Charlotte Perkins Gilman
- Grace Hopper
- Helen LaKelly Hunt
- Zora Neale Hurston
- Anne Hutchinson
- Frances Wisebart Jacobs
- Susette La Flesche
- Louise McManus
- Maria Mitchell
- Antonia Novello
- Linda Richards
- Wilma Rudolph
- Betty Bone Schiess
- Muriel Siebert
- Nettie Stevens
- Oprah Winfrey
- Sarah Winnemucca
- Fanny Wright

### 1995
- Virginia Apgar
- Ann Bancroft
- Amelia Bloomer
- Mary Breckinridge
- Eileen Collins
- Elizabeth Hanford Dole
- Anne Dallas Dudley
- Mary Baker Eddy
- Ella Fitzgerald
- Margaret Fuller
- Matilda Joslyn Gage
- Lillian Moller Gilbreth
- Nannerl O. Keohane
- Maggie Kuhn
- Sandra Day O’Connor
- Josephine St. Pierre Ruffin
- Patricia Schroeder
- Hannah Greenebaum Solomon

### 1996
- Louisa May Alcott
- Charlotte Anne Bunch
- Franziska Xaviera Cabrini
- Mary A. Hallaren
- Oveta Culp Hobby
- Wilhelmina Cole Holladay
- Anne Morrow Lindbergh
- Maria Goeppert-Mayer
- Ernestine Louise Potowski Rose
- Maria Tallchief
- Edith Wharton

### 1998
- Madeleine Albright
- Maya Angelou
- Nellie Bly
- Lydia Moss Bradley
- Mary Steichen Calderone
- Mary Ann Shadd Cary
- Joan Ganz Cooney
- Gerty Cori
- Sarah Grimké
- Julia Ward Howe
- Shirley Ann Jackson
- Shannon Lucid
- Katharine Dexter McCormick
- Rozanne L. Ridgway
- Edith Nourse Rogers
- Felice Schwartz
- Eunice Kennedy Shriver
- Beverly Sills
- Florence Wald
- Angelina Grimké Weld
- Chien-Shiung Wu

### 2000
- Faye Glenn Abdellah
- Emma Smith DeVoe
- Marjory Stoneman Douglas
- Mary Dyer
- Sylvia A. Earle
- Crystal Eastman
- Jeanne Holm
- Leontine T. C. Kelly
- Frances Oldham Kelsey
- Kate Mullany
- Janet Reno
- Anna Howard Shaw
- Sophia Smith
- Ida Tarbell
- Wilma L. Vaught
- Mary Edwards Walker
- Annie Dodge Wauneka
- Eudora Welty
- Frances Willard

### 2001
- Dorothy H. Andersen
- Lucille Ball
- Rosalynn Carter
- Lydia Maria Child
- Bessie Coleman
- Dorothy Day
- Marian de Forest
- Althea Gibson
- Beatrice A. Hicks
- Barbara Holdridge
- Harriet Williams Russell Strong
- Emily Howell Warner
- Victoria Woodhull

### 2002
- Paulina Kellogg Wright Davis
- Ruth Bader Ginsburg
- Katharine Graham
- Bertha Holt
- Mary Engle Pennington
- Mercy Otis Warren

### 2003
- Linda G. Alvarado
- Donna de Varona
- Gertrude Ederle
- Martha Matilda Harper
- Patricia Roberts Harris
- Stephanie L. Kwolek
- Dorothea Lange
- Mildred Robbins Leet
- Patsy Takemoto Mink
- Sacagawea
- Anne Sullivan Macy
- Sheila E. Widnall

### 2005
- Florence Ellinwood Allen
- Ruth Fulton Benedict
- Betty Bumpers
- Hillary Clinton
- Rita Rossi Colwell
- Mother Marianne Cope
- Maya Y. Lin
- Patricia A. Locke
- Blanche Stuart Scott
- Mary Burnett Talbert

### 2007
- Eleanor K. Baum
- Julia Child
- Martha Coffin Pelham Wright
- Swanee Hunt
- Winona LaDuke
- Elisabeth Kübler-Ross
- Judith L. Pipher
- Catherine Filene Shouse
- Henrietta Szold

### 2009
- Louise Bourgeois
- Mildred Cohn
- Karen DeCrow
- Susan Kelly-Dreiss
- Allie B. Latimer
- Emma Lazarus
- Ruth Patrick
- Rebecca Talbot Perkins
- Susan Solomon
- Kate Stoneman

### 2011
- St. Katharine Drexel
- Dorothy Harrison Eustis
- Loretta C. Ford
- Abby Kelley Foster
- Helen Murray Free
- Billie Holiday
- Coretta Scott King
- Lilly Ledbetter
- Barbara A. Mikulski
- Donna E. Shalala
- Kathrine Switzer

### 2013
- Betty Ford
- Ina May Gaskin
- Julie Krone
- Kate Millett
- Nancy Pelosi
- Mary Joseph Rogers
- Bernice Sandler
- Anna Schwartz
- Emma Willard

### 2015
- Tenley Albright
- Nancy Brinker
- Martha Graham
- Marcia Greenberger
- Barbara Iglewski
- Jean Kilbourne
- Carlotta Walls LaNier
- Philippa Marrack
- Mary Harriman Rumsey
- Eleanor Smeal

### 2017
- Matilda Raffa Cuomo
- Temple Grandin
- Lorraine Hansberry
- Victoria Jackson
- Sherry Lansing
- Clare Boothe Luce
- Aimée Mullins
- Carol A. Mutter
- Janet D. Rowley
- Alice Waters

### 2019
- Gloria Allred
- Angela Davis
- Flossie Wong-Staal
- Jane Fonda
- Rose O’Neill
- Louise Slaughter
- Sonia Sotomayor
- Laurie Spiegel
- Diane von Furstenberg

### 2020
- Mary Church Terrell
- Barbara Hillary
- Barbara Rose Johns
- Henrietta Lacks
- Toni Morrison
- Aretha Franklin

### 2021
- Octavia E. Butler
- Judy Chicago
- Rebecca Halstead
- Mia Hamm
- Joy Harjo
- Emily Howland
- Katherine Johnson
- Indra Nooyi
- Michelle Obama

### 2024
- Patricia Bath
- Ruby Bridges
- Elouise Cobell
- Kimberlé Crenshaw
- Peggy McIntosh
- Judith Plaskow
- Loretta Ross
- Sandy Stone
- Anna Wessels Williams
- Serena Williams